# Sentence
En análisis musical se denomina sentence a una forma basada en la repetición de un motivo o semifrase una primera vez de forma literal o similar y a continuación otra segunda vez desarrollándose con el doble de duración y generalmente cadenciando.
El ejemplo más simple suele ser una frase distribuida en compases 2+2+4, es decir; en los 2 primeros compases se presenta un motivo, en los dos siguientes se repite este motivo igual o ligeramente cambiado y por último se repite el motivo desarrollándolo el doble de su duración inicial.
Toda frase dentro de estas características y que cumpla la proporción 2+2+4 es considerada sentence, también puede ser 1+1+2, 4+4+8...
Este tipo de frase aparece en la música en el clasicismo donde es habitual, también es frecuente durante el romanticismo y se mantiene hasta nuestros días.